# Amfreville-les-Champs (Sena Marítimo)
Amfreville-les-Champs es una comuna francesa situada en el departamento de Sena Marítimo, en la región de Normandía.

## Demografía
| 130 | 105 | 96 | 80 | 111 | 99 | 184 |
| Para los censos de 1962 a 1999 la población legal corresponde a la población sin duplicidades (Fuente: INSEE [Consultar]) |     |    |    |     |    |     |